# 路政署

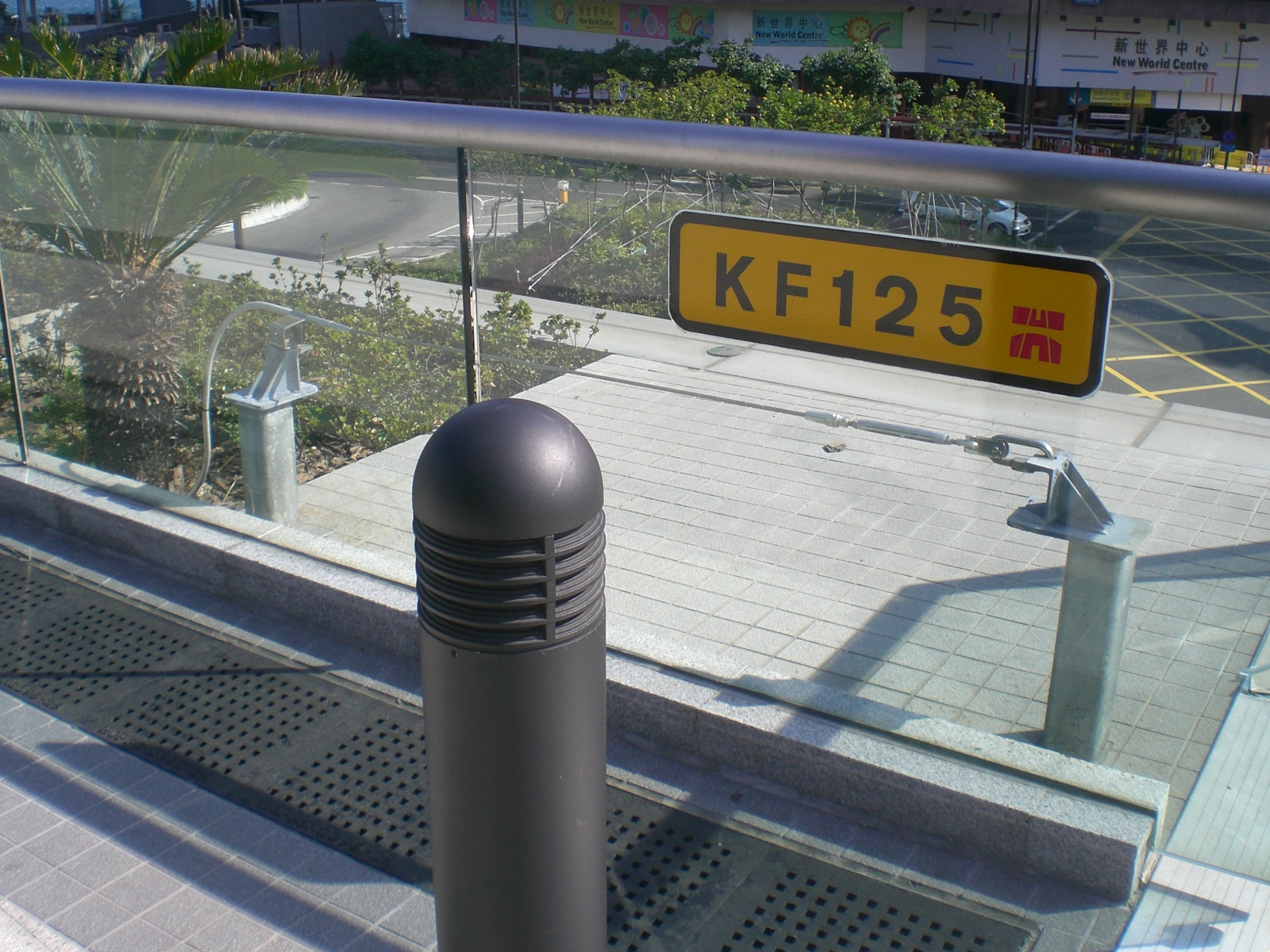
路政署的標記

路政署（英語：Highways Department）是香港運輸及物流局轄下的部門，專責香港道路系統的策劃、設計、興建及維修事務，並且協助規劃香港鐵路網絡及統籌部分掘路工程。路政署設有總辦事處、市區及新界兩個路政區、主要工程管理處、北部都會區鐵路辦事處及鐵路拓展處。

## 歷史
1964年，工務司署轄下負責路政管理的馬路部與渠務辦事處合併為馬路渠務部。1969年，當時的馬路渠務部分拆成負責全港排水管理的渠務部（即後來的渠務署）和負責路政管理的馬路部，兩者皆為為當時的工務司署土木工程科屬下的部門。1981年9月，工務司署分拆為多個執行部門，而負責馬路管理的馬路部亦於該年撥歸新成立的布政司署運輸科。而路政署前身為工程拓展署轄下的路政處，1986年6月1日工程拓展署解散，路政處升格為獨立部門，定名路政署，當時因香港道路網絡日趨複雜，需要成立一個獨立的部門處理建設和統籌香港的道路網。

### 隸屬
- 工務司署（其時稱為路政處[3]）
- 1982年－1997年6月30日：運輸科
- 1997年7月1日－2002年6月30日：運輸局
- 2002年7月1日－2007年6月30日：環境運輸及工務局
- 2007年7月1日：運輸及房屋局
- 2022年7月1日：運輸及物流局

## 轄下部門／分處
- 香港北角渣華道333號北角政府合署:市區科(7樓及8樓)
- 九龍協調道三號工業貿易大樓:工程部(5及7樓及8樓)測量部、橋樑及結構部(6樓)路燈部(9樓)
- 九龍觀塘鴻圖道53號 One Sky Parc： 市區維修護養部(7樓)園境部(9樓)鐵路拓展處(21樓)
- 九龍紅磡德豐街18-22號海濱廣場一座：新界維修護養部(17樓)

## 職能
1. 策劃、設計、興建及維修香港道路系統、行車及行人天橋和隧道；
2. 協助規劃香港鐵路網絡（港鐵）；
3. 進行道路和行人過路設施保養和改善工程，如重鋪路面，加建升降機等；
4. 保養道路構築物，如更換伸縮縫、維修護欄和混凝土；
5. 維修和管理路旁斜坡，加建護土牆等；
6. 進行景觀美化和植物保養，如路旁植樹、沿路綠化和修剪樹枝；
7. 管理和保養路燈。

## 主要工程項目
1. 后海灣幹線和深港西部通道
2. 港珠澳大橋、屯門至赤鱲角連接路和屯門西繞道
3. 元朗公路藍地至十八鄉段擴闊工程和博愛交匯處改善工程
4. 吐露港公路近大埔的擴闊工程
5. 將軍澳道隔音屏障加建工程
6. 港鐵粉嶺站附近的隔音屏障加建工程
7. 屯門公路重建及改善工程和市中心段交通改善工程，包括加建隔音屏障
8. 屯門公路巴士轉乘站
9. 青山公路荃灣至屯門段的改善工程
10. 八號幹線青衣至長沙灣段
11. 荃灣行人天橋網絡擴充工程（沿大河道興建的行人天橋）
12. 銅鑼灣行車天橋重建及維園道擴闊工程
13. 中環灣仔繞道及東區走廊連接路
14. 西貢公路改善工程
15. 人人暢道通行計劃

## 歷任首長
1. 費盾 （1986年6月1日﹣1989年）
2. 桂詩勤（1989年﹣1993年）
3. 鄺漢生（1993年﹣1996年）
4. 梁國新（1996年﹣2000年）
5. 盧耀楨（2000年8月﹣2002年8月）
6. 麥齊光（2002年11月﹣2006年9月）
7. 韋志成（2006年11月﹣2010年6月）[4]
8. 劉家強（2010年9月－2016年7月）
9. 鍾錦華（2016年8月－2018年10月）
10. 陳派明（2018年12月－2024年3月）
11. 邱國鼎 (2024年3月-)

## 歷任副署長
1. 桂詩勤
2. 劉正光
3. 鄧國基
4. 陸復民
5. 郭譚玉英
6. 徐永華
7. 吳偉強
8. 伍展鴻

## 爭議事件

### 太陽能路燈
2003年，路政署在屯門、荃灣及元朗安裝共17支配備獨立太陽能光伏板及蓄電池的太陽能路燈，結果發現該批街經常被高樓及樹木所阻擋，導致路燈的太陽能光伏板未能夠收集到足夠陽光，加上香港日照程度有限，不時受到惡劣天氣影響，而且冬天日短夜長，致使太陽能光伏板能夠收集到足夠陽光的時間更少。由於上述試驗計劃存在不少問題，路政署於改良後於2014年年底推行新試驗計劃，在掃管埔路至粉嶺站一段粉嶺公路的隔音屏障上安裝長約200米的太陽能光伏板，以收集得來的陽光能源儲存在路邊照明控制箱內，以供給位於附近一段單車徑的16支使用發光二極管的街燈，並且連接後備電源，以應付陽光不足下可能導致街燈未能夠正常運作的情況；預計有關試驗計劃於2016年完成，屆時將會評估成效，為公共照明應用可再生能源累積更多運作經驗。
目前，全港約有14.6萬盞路燈由路政署管轄。路燈的開關主要有兩個機制，一是日規時間掣，它根據香港天文台之日出日落時間而開關燈；至於感光器則感應附近光源，天色陰暗時靠感光掣自動開燈，保障在天氣惡劣情況下會感應到光暗變化而開關。

## 外部連結
- 香港特別行政區政府 路政署 （页面存档备份，存于）
- 香港巴士大典上的相关条目：路政署